# Dmitrijs Halvitovs
Dmitrijs Halvitovs (Riga, 3 aprile 1986) è un ex calciatore lettone, di ruolo centrocampista.

## Carriera

### Club

#### Gli inizi
Halvitovs ha cominciato la carriera con la maglia del Liepāja, con cui si è affacciato in Virslīga in data 21 maggio 2006, rimanendo in panchina nel pareggio per 1-1 maturato sul campo dello Jūrmala.

#### Sandnessjøen
Il 3 settembre 2016, i norvegesi del Sandnessjøen – militanti in 3. divisjon, quarto livello del campionato locale – hanno ufficializzato l'ingaggio di Halvitovs. Il 4 settembre ha così giocato la prima partita in squadra, schierato titolare nella sconfitta interna per 0-2 contro lo Junkeren. Ha totalizzato 6 presenze ed una rete in squadra.

#### Morild
A gennaio 2017 è passato al Morild, compagine militante in 4. divisjon.

## Statistiche

### Presenze e reti nei club
Statistiche aggiornate al 3 aprile 2017.
| Stagione       | Club         | Campionato | Campionato | Campionato | Coppe nazionali | Coppe nazionali | Coppe nazionali | Coppe continentali | Coppe continentali | Coppe continentali | Supercoppe | Supercoppe | Supercoppe | Totale | Totale |
| Stagione       | Club         | Comp       | Pres       | Reti       | Comp            | Pres            | Reti            | Comp               | Pres               | Reti               | Comp       | Pres       | Reti       | Pres   | Reti   |
| -------------- | ------------ | ---------- | ---------- | ---------- | --------------- | --------------- | --------------- | ------------------ | ------------------ | ------------------ | ---------- | ---------- | ---------- | ------ | ------ |
| set.-dic. 2016 | Sandnessjøen | 3D         | 6          | 1          | CN              | -               | -               | -                  | -                  | -                  | -          | -          | -          | 6      | 1      |
| 2017           | Morild       | 4D         | 0          | 0          | CN              | 1               | 0               | -                  | -                  | -                  | -          | -          | -          | 1      | 0      |
| Totale         | Totale       | Totale     | ?          | ?          |                 | ?               | ?               |                    | -                  | -                  |            | -          | -          | ?      | ?      |

## Palmarès

### Club

#### Competizioni nazionali
- Supercoppa di Lettonia: 1

Daugava: 2013